# Luigi XIII di Francia
Luigi XIII di Borbone, detto il Giusto (Fontainebleau, 27 settembre 1601 – Saint-Germain-en-Laye, 14 maggio 1643), fu re di Francia e Navarra dal 1610 fino all'anno della sua morte, avvenuta nel 1643.
Il suo regno, dominato dalla personalità del cardinale Richelieu, suo primo ministro, venne segnato dalla lotta contro l'Austria e dal predominio militare francese in Europa, in particolare nella Guerra dei Trent'anni.
Il suo matrimonio con l'infanta Anna d'Austria diede vita a due figli: Luigi XIV, il Re Sole, successore del padre sul trono di Francia, e suo fratello Filippo, duca d'Orléans, fondatore della casata da cui poi discese anche il re Luigi Filippo.

## Biografia

### Infanzia e studi

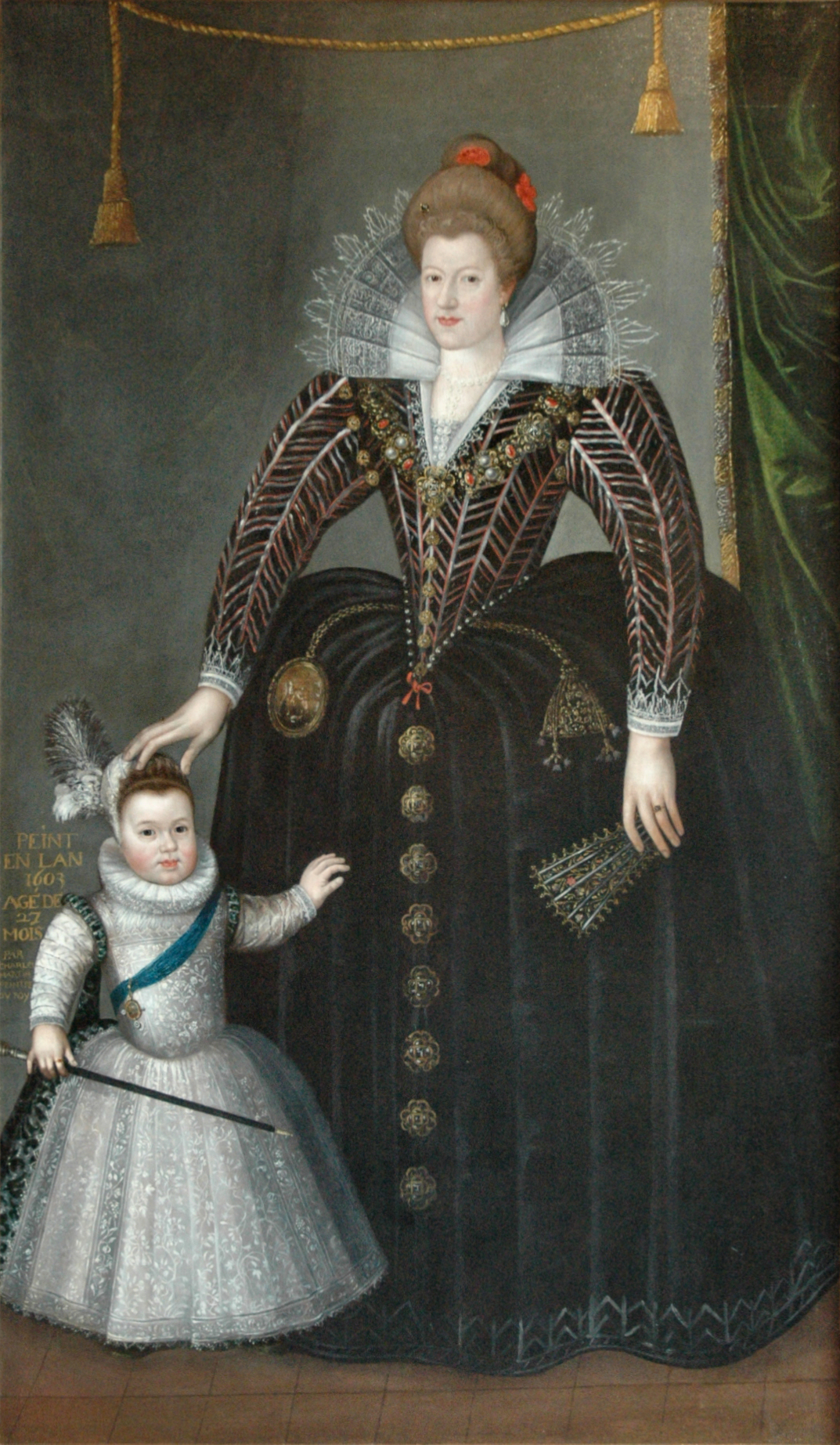
Maria de' Medici con il figlio primogenito, il futuro Luigi XIII

Luigi, nato nel castello di Fontainebleau nel 1601, fu il primo figlio di Enrico IV e di Maria de' Medici. Venne battezzato il 14 settembre 1606 al castello di Fontainebleau, avendo come padrino (secondo l'uso dell'epoca) il papa Paolo V, che si fece rappresentare in loco dal cardinale de Joyeuse, mentre sua madrina fu la zia Eleonora de' Medici, duchessa di Mantova, sorella della regina Maria.
Negli anni della sua giovinezza fu rapidamente affascinato dalla musica, iniziando i primi contatti nel campo grazie ai musici di corte, che da sempre avevano attirato la sua attenzione, perfezionandosi poi anche nel canto e nella danza. Tra le sue altre passioni vi fu anche la pittura, sebbene la sua principale passione rimase sempre quella del mestiere delle armi e dei cavalli.
Sin da piccolo si esercitò con l'arco e nell'uso dell'archibugio con le sue guardie. Ricevette la sua prima lezione scolastica da parte del suo precettore, il poeta Nicolas Vauquelin Des Yveteaux, ma non mostrò mai un grande interesse per le lettere, né per la lingua francese né per quella latina, né tanto meno per la geometria. La storia sembrava essere l'unica materia ad attirare seriamente la sua attenzione, assieme alle attività artistiche e militari. Giudicato insufficiente alle esigenze del giovane principe, des Yveteaux venne sostituito nel 1611 dal filosofo Nicolas Le Fèvre, che però morì nel 1612 e venne quindi rimpiazzato da M. de Fleurence. Suo precettore militare fu Gilles de Courtenvaux de Souvré.
Il futuro Luigi XIII crebbe con una profonda venerazione per la figura di suo padre, malgrado egli fosse solito umiliarlo e usare la frusta con lui, come riportano certi commentatori dell'epoca, pur facendogli delle concessioni uniche per la sua epoca, come quella di chiamarlo "papà" e non "monsieur", come la tradizione dell'epoca voleva. Il rapporto con la madre fu invece radicalmente diverso e spesso i due si trovarono in conflitto.

### Turbolenta reggenza di Maria de' Medici

Luigi XIII il giorno dell'incoronazione

Luigi XIII ascese al trono di Francia a soli otto anni e mezzo a seguito del tragico assassinio del padre nel 1610 e venne incoronato il 17 settembre successivo nella cattedrale di Reims dal cardinale François de Joyeuse. Luigi soffrì molto della brutale morte del padre, dalla quale rimase probabilmente traumatizzato, con continue crisi di mancanza d'affetto e con una forma di balbuzie che gli rimase per tutto il resto della sua vita. La madre Maria de' Medici diventò reggente per lui, dato che egli era ancora minorenne, e la situazione rimase tale sino a quando non compì quattordici anni e le poté subentrare autonomamente al governo.
La politica della reggente, ispirata da Concino Concini e da sua moglie Leonora Dori Galigai, fu fieramente avversata dalla nobiltà, specialmente dai Condé, che si sollevarono in armi fra il 1614 e il 1616. Inoltre la Regina Madre era molto contraria alla politica di accentramento dei poteri che aveva contraddistinto il regno di Enrico IV, il che portò in più punti allo scoppio di rivolte che minarono la stabilità del governo francese stesso. Anche in politica estera la situazione era tesa per lo Stato quanto per Luigi in prima persona: suo padre Enrico IV, infatti, aveva saggiamente predisposto un matrimonio con la principessa Nicoletta di Lorena, figlia del duca Enrico II ed erede appunto dei ducati di Lorena e Bar, matrimonio con il quale la Francia avrebbe potuto tranquillamente spostare i propri confini a oriente sino ai Vosgi, ma il 21 novembre 1615, a Bordeaux, Maria de' Medici costrinse il figlio a un radicale cambio di programma, a suo dire dettato dalle nuove esigenze politiche, e lo fece sposare con la giovane Anna d'Austria, infanta di Spagna.

### Matrimonio
Il 24 novembre 1615 Luigi XIII sposò quindi la principessa Anna d'Asburgo (22 settembre 1601 - 20 gennaio 1666), figlia del re Filippo III di Spagna e di sua moglie Margherita d'Austria.
Per Luigi questa fu un'ulteriore umiliazione, non solo alla memoria di suo padre, ma anche perché Anna era considerata da lui come la figlia del suo peggior nemico, contro il quale la Francia aveva combattuto in moltissime guerre. Luigi XIII, che all'epoca aveva solo quattordici anni, non poteva evitare questo divorzio dalla Spagna e pertanto fu costretto a consumare il matrimonio, sebbene, come evidenziò il suo medico nelle proprie note personali, il giovane sovrano ripensasse ogni ora a come relazionarsi con la consorte. Il re rimase traumatizzato da questo "rapporto obbligatorio", tanto che aspettò altri quattro anni prima di ritornare nel letto di sua moglie.
Il loro matrimonio non fu mai felice e per gran parte del tempo i due sposi vissero come estranei. Tuttavia, dopo vent'anni di matrimonio e quattro aborti, Anna diede finalmente alla luce un figlio nel 1638, cui ne seguì un secondo due anni dopo.

### Estromissione della Regina Madre e autonomia di governo

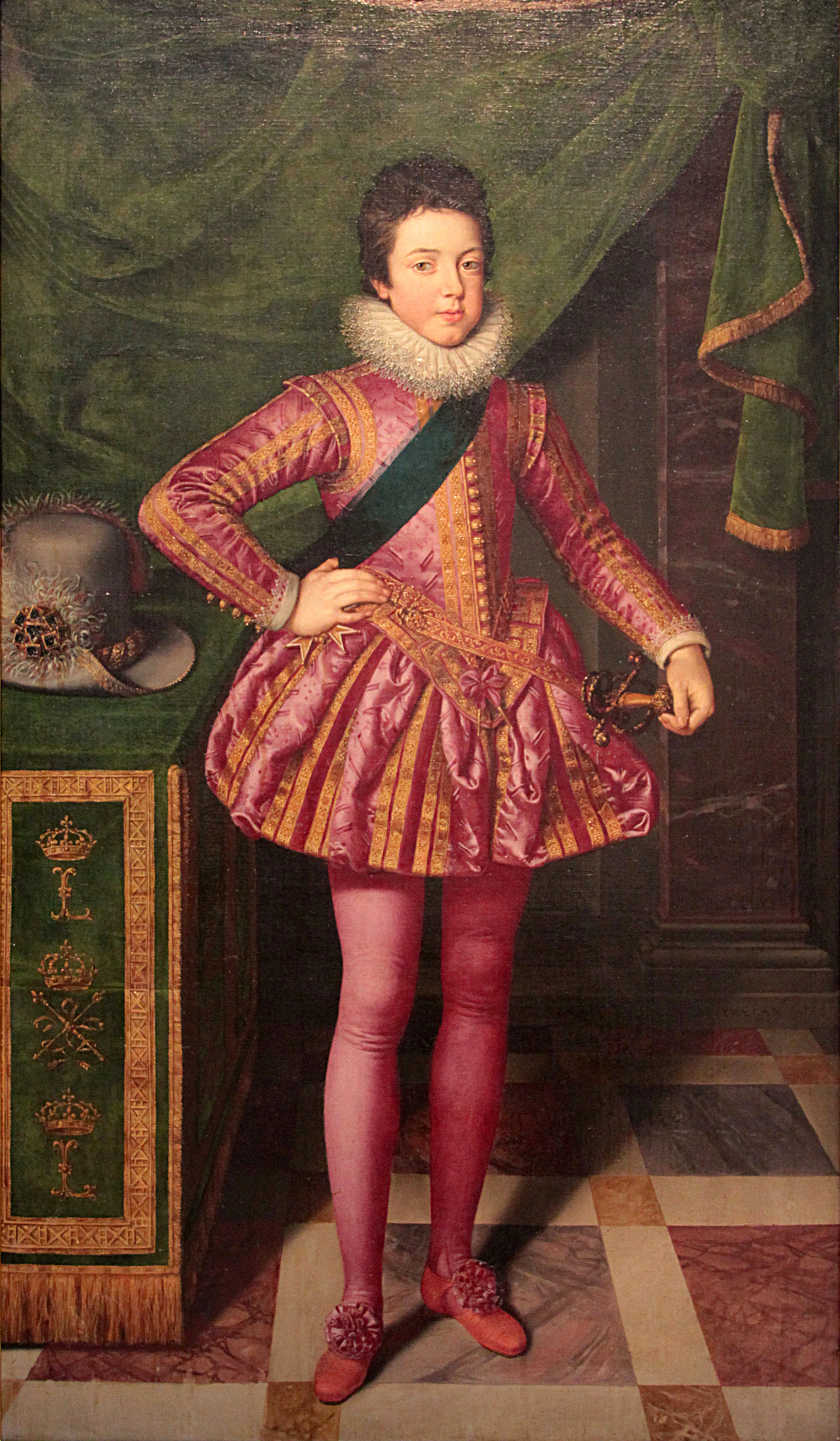
Luigi XIII in un ritratto di Frans Pourbus il Giovane (1611), Firenze, Palazzo Pitti

L'assassinio, forse ordinato dallo stesso Luigi XIII, di Concino Concini (24 aprile 1617), che aveva avuto una grande influenza nella politica di Maria, fu un'autentica svolta nella situazione politica dell'epoca e tolse effettivamente alla Regina Madre la sua posizione di potere. Da allora, per circa quattro anni, il governo fu nelle mani del favorito del nuovo re, Carlo, duca di Luynes. Nel 1619 la regina scappò al castello di Blois e armò un esercito contro il figlio, con il quale si riconciliò solo a seguito del Trattato di Angoulême, il 30 aprile di quell'anno. La pacificazione, a ogni modo, non durò a lungo e già nel 1620 Maria de' Medici lanciò una nuova guerra civile contro Luigi XIII, nella quale risultò sconfitta nella battaglia di Ponts-de-Cé del 7 aprile 1620 che il re, per parte sua, comandò personalmente. Il re avrebbe poi accettato il ritorno della madre solo sotto l'influenza di Richelieu nel 1621.

### Politica di Richelieu e lotta contro gli Ugonotti

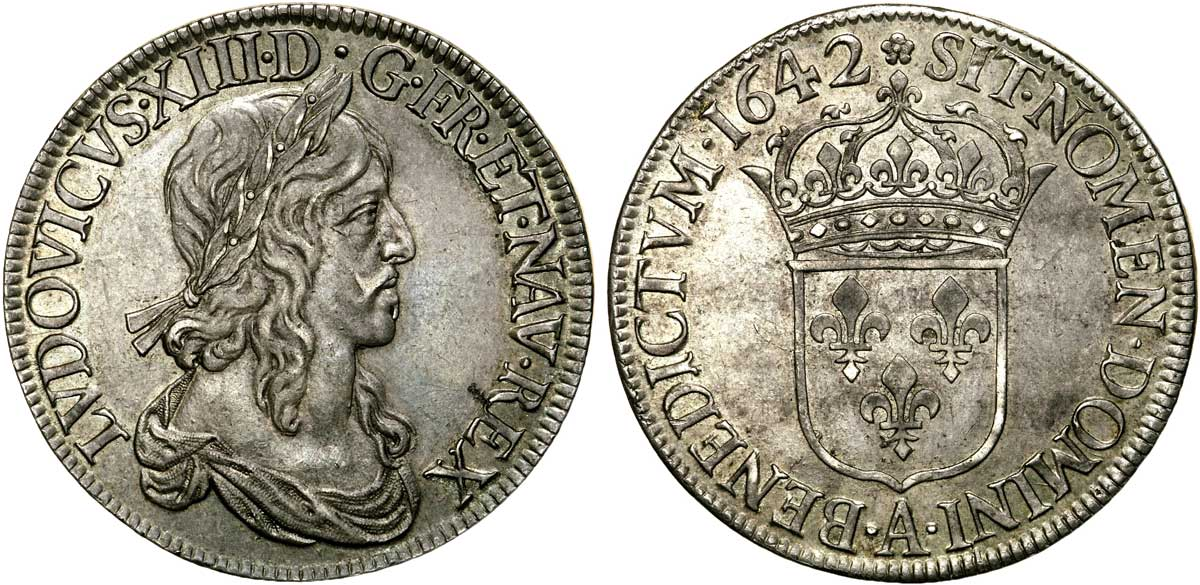
Luigi XIII in una moneta d'epoca

Con la pace di Montpellier (1622), a conclusione di una rivolta protestante, i diritti dei protestanti emergenti dall'Editto di Nantes furono decisamente ridimensionati. Luigi XIII, deciso a perseguire una politica di ripristino del cattolicesimo e di fine delle lotte religiose per riportare stabilità nel governo della Francia, si era convinto a seguire questa strada, attaccando le roccaforti protestanti. Il sovrano condusse una prima campagna contro i protestanti nel 1621, che portò alla cattura di Saint-Jean-d'Angély, ma non riuscì a difendere Montauban dal duca di Rohan, in gran parte a causa dell'incompetenza militare mostrata da Luynes (il quale morì poi di scarlattina durante l'assedio di Monheurt, mentre già era caduto in disgrazia).
Le ostilità ripresero nel 1622: il 16 aprile, con una manovra sapiente, il re schiacciò il duca di Soubise, che trovò rifugio nell'isola di Oléron. Quindi l'esercito francese si portò ad attaccare i protestanti radicati a Montpellier. Dopo due anni di combattimenti, alla fine venne raggiunto un accordo tra le parti il 19 ottobre 1622, dopo due mesi di assedio. Luigi XIII firmò l'Editto di Montpellier, con il quale riconfermò il precedente Editto di Nantes, concedendo il libero esercizio del culto dei protestanti solo a La Rochelle e a Montauban, per ridurre il rischio di ulteriori rivolte.

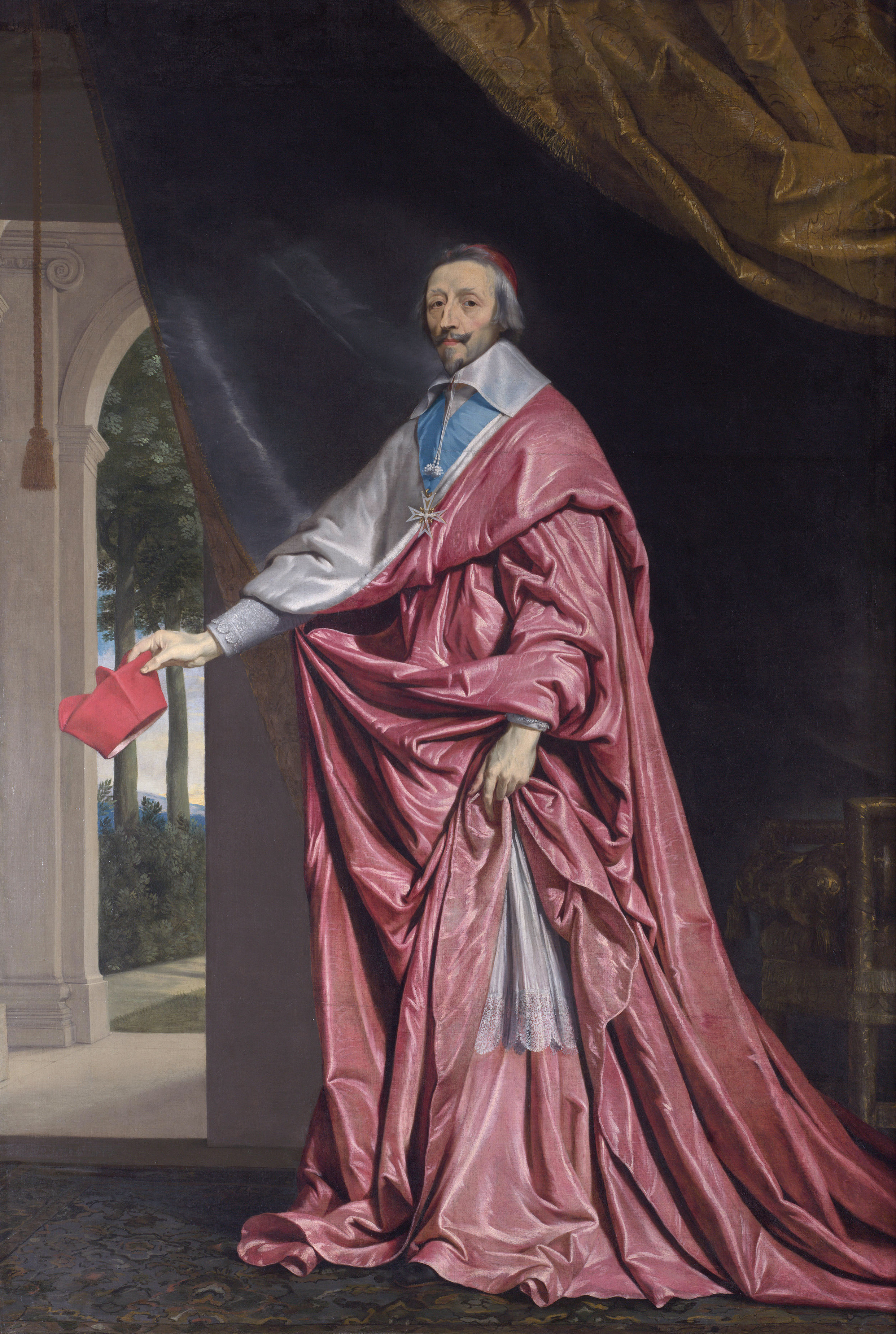
Il cardinale Richelieu, primo ministro del re, in un dipinto di Philippe de Champaigne del 1633

Nel 1624 Maria de' Medici, riconciliatasi ormai con il figlio, riuscì a fare ammettere al Consiglio del re il cardinale Richelieu, un prelato che era stato una delle figure chiave in rappresentanza del clero agli Stati Generali del 1614 e già ministro del governo Concini. Malgrado la provenienza della "candidatura" di Richelieu, vi fu subito un'intesa tra il cardinale e il re, al punto che lo stesso Luigi XIII, pur pretendendo che ogni decisione fosse sottoposta alla sua approvazione, lasciò di fatto il governo al brillante ed energico cardinale, che giocò un ruolo prevalente nell'amministrazione del suo regno e cambiò decisamente il destino della Francia per i successivi diciotto anni, identificando con sé stesso la politica francese di quel periodo. Richelieu ebbe due scopi preminenti in politica interna e uno in quella estera: in politica interna, ridurre l'influenza ugonotta sulla monarchia e ridimensionare fortemente l'arroganza della nobiltà francese, sottomettendola al potere regale; in politica estera, lottare contro l'impero degli Asburgo (guerra d'Italia, guerra franco-spagnola, guerra dei trent'anni).
L'altro punto che Richelieu pose all'attenzione del re fu la ripresa della lotta contro i protestanti, in modo pianificato per garantire l'autorità dello Stato radicata sul territorio in maniera stabile. Seguirono quindi una serie di guerre contro gli ugonotti innescate dalla rivolta dei loro capi (il duca di Rohan e il duca di Soubise). Ancora una volta, l'attenzione del re fu rivolta all'abbattimento delle roccaforti protestanti, che rappresentavano una continua minaccia militare e, in particolare, l'attenzione si rivolse questa volta a quella di La Rochelle, la cui posizione sull'Atlantico (era allora il primo porto francese sull'oceano) consentiva loro di ricevere armi e viveri dalla flotta inglese. Dopo 14 mesi di assedio, spesso curato personalmente dal cardinale (fu sua l'idea dello sbarramento che avrebbe impedito l'attracco alle navi inglesi), La Rochelle cadde (ottobre 1628), segnandone il declino commerciale, e la Pace di Alais (1629), pur confermando agli ugonotti la libertà di culto, tolse loro il sostegno militare delle piazzeforti.

### Lotta contro gli Asburgo e contro la nobiltà interna

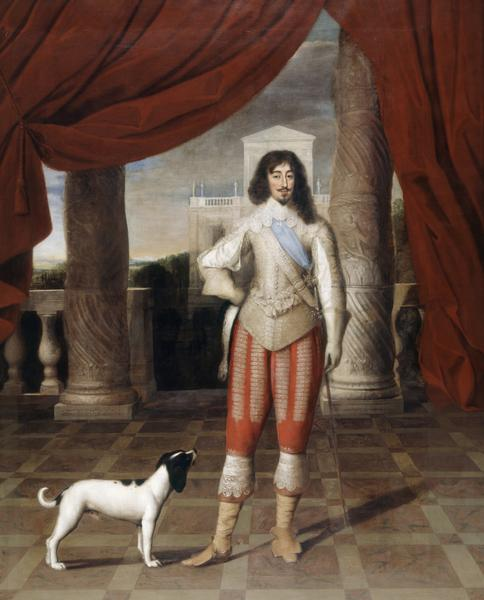
Luigi XIII nel 1629

Sistemata la questione dell'ingerenza protestante e della sua minaccia alla stabilità del regno, Luigi XIII si rivolse contro l'Austria e contro l'impero asburgico con il pretesto della successione del duca di Mantova e si trovò inoltre a dovere combattere all'interno della propria famiglia per potere mantenere il proprio trono.

#### Cospirazioni contro Richelieu e contro il re

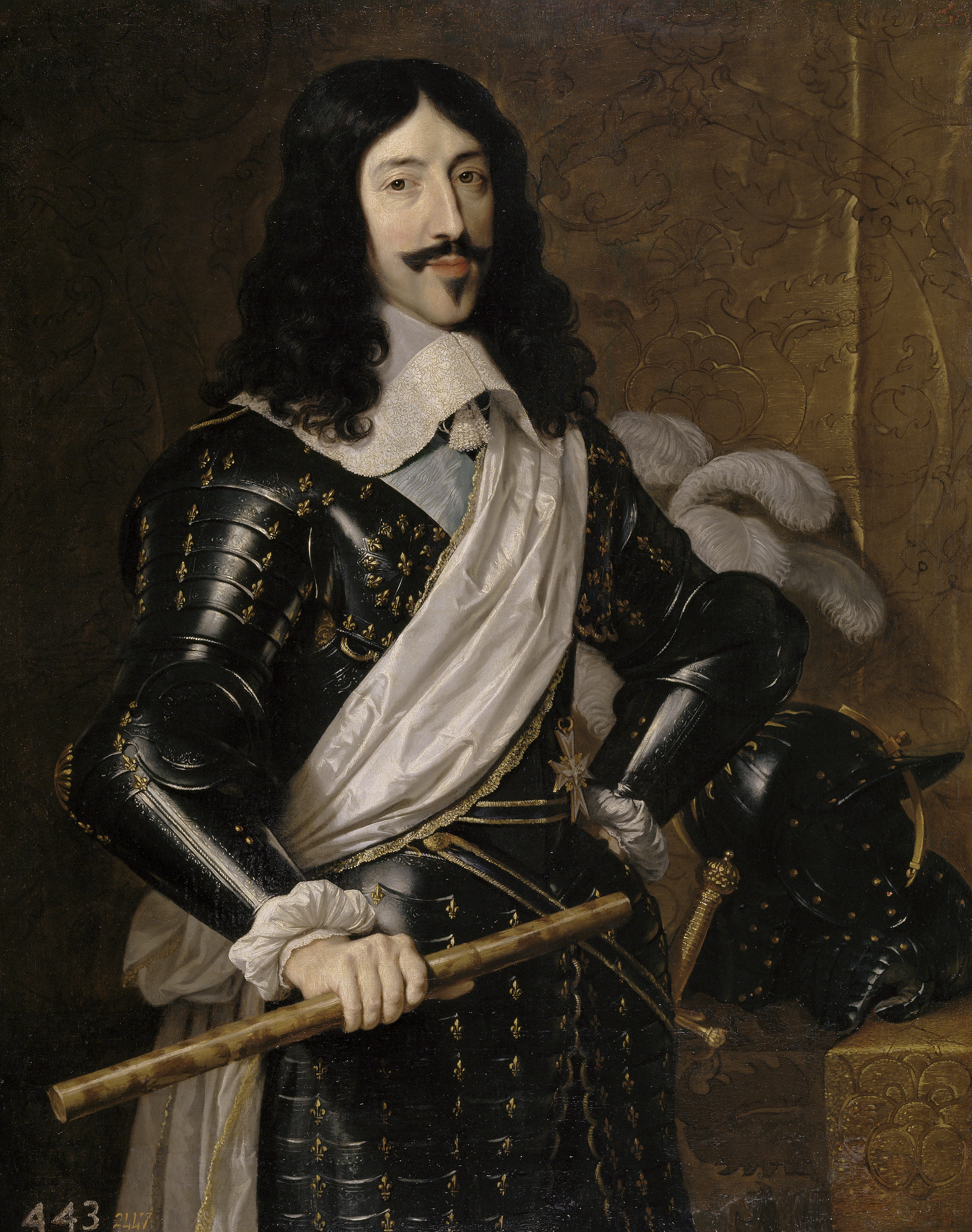
Luigi XIII in armatura, in un dipinto di Philippe de Champaigne

Dopo la sua definitiva presa di potere, il rapporto idilliaco instauratosi tra Luigi XIII e il cardinale Richelieu continuava a essere visto in gran sospetto da molti e addirittura con vera e propria ostilità da parte di alcuni membri della famiglia reale per la sua politica anti-spagnola.
Il re, inoltre, era in pessimi rapporti con la moglie perché, dopo 11 anni di matrimonio, la coppia ancora non aveva generato un erede al trono. Nel 1626 venne quindi tramata dalla regina una congiura (cospirazione di Chalais) che coinvolse la duchessa Maria di Rohan e il conte di Chalais, con l'obiettivo di assassinare il re e porre sul trono il suo fratello e, al momento, erede Gastone d'Orleans. Quando la congiura venne scoperta dal re, i responsabili vennero puniti secondo la legge, ma egli si rifiutò di fare condannare la moglie, del cui coinvolgimento nella vicenda era certo, ma semplicemente si limitò a farla vivere appartata rispetto a lui, non potendo intentare né un divorzio né un ripudio per non creare tensioni con la Santa Sede. Una nuova cospirazione si ebbe a opera del duca di Montmorency nel 1632.
La regina madre, che pure più volte aveva tentato di cospirare anch'ella contro il figlio, si era spinta oltre nelle critiche a Richelieu e alla sua politica contro la Spagna, di cui lei era figlia e pertanto, dopo un lungo alterco tra i due, Luigi XIII dispose l'esilio della madre a Moulins e la detenzione del cancelliere Michel de Marillac, oltre all'esecuzione del fratello di questi, il maresciallo de Marillac. Ovviamente la scoperta della cospirazione non fece altro che aumentare l'astio di Gastone nei confronti del fratello sovrano, tanto che continuò a tramare ai suoi danni assieme ad altri fratellastri, come il duca di Vendôme, ponendo in essere una nuova cospirazione nel 1642.

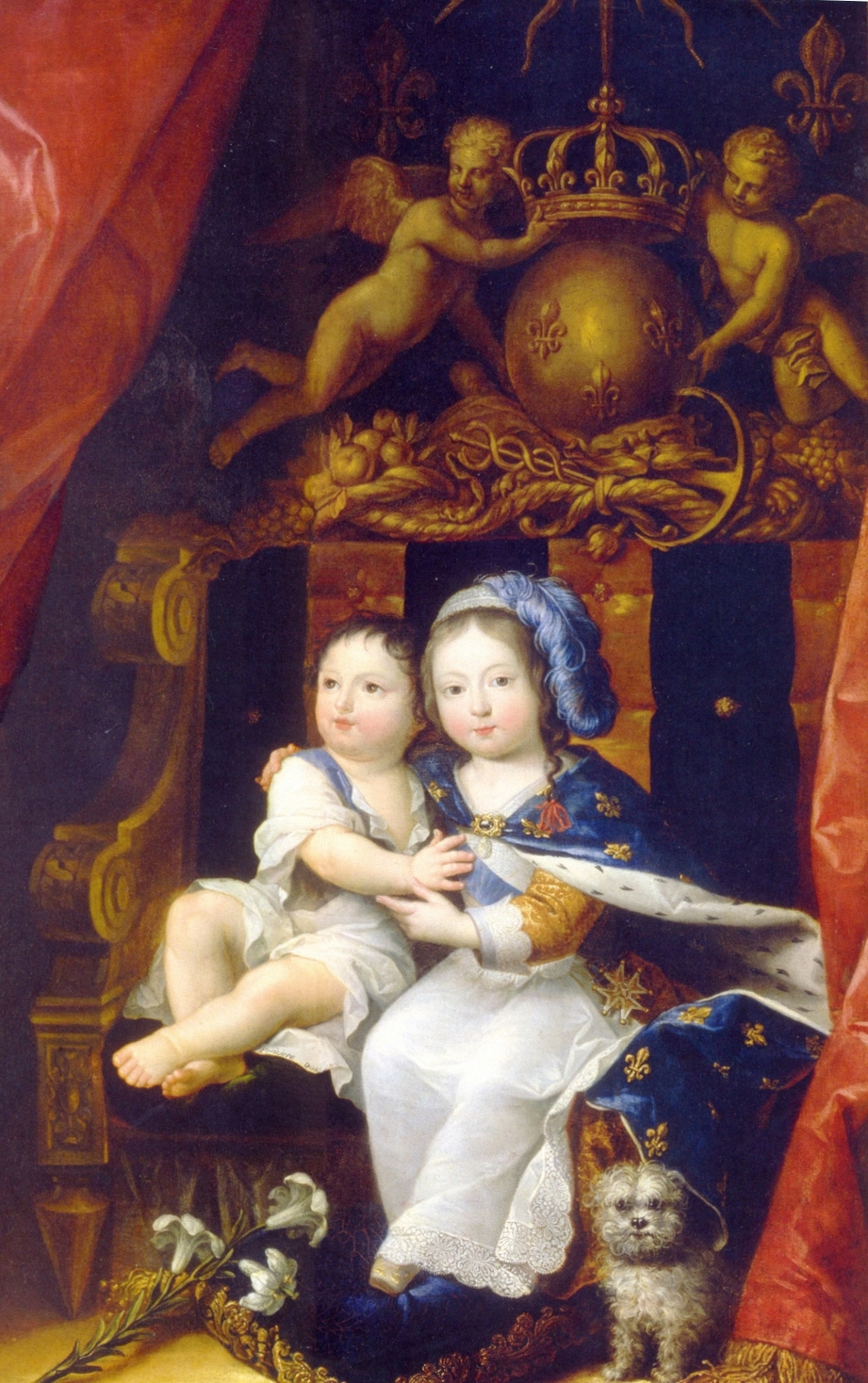
I figli di Luigi XIII: il futuro Luigi XIV (a destra) con il fratello Filippo, futuro duca d'Orléans (a sinistra)

Nel tentativo di porre fine a queste cospirazioni e con il desiderio finalmente di avere un erede al trono per assicurare continuità e stabilità alla Francia, Luigi XIII decise di compiere un ultimo sforzo, e nel 1638, dopo 23 anni di matrimonio, venne alla luce Luigi XIV. L'ambasciatore veneziano Contarini, presente nel momento in cui il piccolo venne presentato per la prima volta al sovrano, riporta che Luigi XIII cadde in ginocchio davanti al figlio e lo baciò, ringraziando Dio di avergli donato finalmente un erede. Luigi XIII e Anna d'Austria concepirono un secondo figlio, Filippo, nel 1640, a cui fu posto il titolo di duca d'Orléans.

#### Rompere l'accerchiamento: Guerra dei Trent'anni

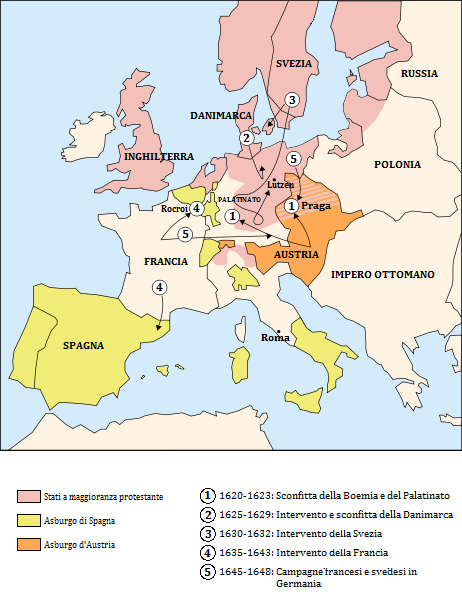
La Francia alla Guerra dei Trent'anni: come si vede, il regno si trovava schiacciato tra le potenze asburgiche di Spagna e Sacro Romano Impero

Sin dall'epoca di Francesco I, il regno di Francia si era trovato completamente circondato dai possedimenti degli Asburgo (Spagna, Sacro Romano Impero, Paesi Bassi, l'influenza in Italia). Diverse erano state nei decenni le guerre e le cospirazioni che avevano visto opporsi gli Asburgo e i Valois, in particolare durante il periodo delle guerre di religione. Enrico IV, al momento del suo assassinio nel 1610, stava per concludere un'alleanza con i protestanti per rilanciare la guerra contro la Spagna. Durante la reggenza, per la paura di una nuova guerra, la sua vedova Maria de' Medici si avvicinò al partito filo-spagnolo e concluse due alleanze matrimoniali con i figli di Filippo III (1612). Nel 1615 Luigi XIII sposò Anna d'Austria ed Elisabetta l'infante di Spagna Filippo, principe delle Asturie.
Quello che però più di ogni altra cosa la Francia temeva era la politica imperialista degli Asburgo, in particolare in Germania. Su consiglio di Richelieu, Luigi XIII attese l'occasione propizia per allentare il giogo diplomatico e riprendere il progetto del padre, la guerra contro la Spagna. Dal 1631 la diplomazia francese apparve sempre più in crisi nei confronti di quella austriaca e iniziarono in primo luogo delle guerre fredde come quella per la successione al trono di Mantova, dove Richelieu aveva preso le parti del duca di Nevers. Il 1635 fu l'anno che segnò un punto di svolta nella vicenda: con i tempi ormai maturi e le condizioni politiche propizie, la Francia dichiarò guerra alla Spagna, anche se Luigi XIII si trovava in una posizione quanto mai delicata sia dal punto di vista politico che religioso: egli era in guerra con due monarchie di peso come la Spagna e il Sacro Romano Impero, che per di più erano guidate da due dei sovrani cattolici più influenti del mondo. I suoi alleati naturali furono dunque il protestante Gustavo II Adolfo di Svezia e Cristiano IV di Danimarca, assistiti anche dai ribelli della Catalogna, che si sollevarono nel 1640. Dopo un inizio incerto, che portò tra l'altro all'invasione del Ducato di Savoia, alla quale partecipò lo stesso re Luigi e che costrinse Carlo Emanuele (pace di Susa, 11 marzo 1629) a schierarsi con la Francia contro l'impero che aveva sostenuto sino a quel momento, gli scontri consentirono alla corona francese di incorporare nel regno l'Artois e il Rossiglione.

### Morte di Richelieu, ascesa di Mazzarino e morte del re
Dopo la morte del cardinale Richelieu nel dicembre 1642, il re, profondamente scosso dall'avere perso la sua guida e il suo consigliere più fidato, prese la decisione necessaria di riconciliarsi con alcuni dei suoi vecchi cospiratori, come il suo fratellastro, Cesare di Borbone-Vendôme e i figli di questi, il duca di Mercoeur e il duca di Beaufort. Dopo queste riconciliazioni, a ogni modo, Luigi continuò la medesima politica nella gestione della Francia, facendosi affiancare poco dopo dal più stretto dei collaboratori di Richelieu, il cardinale Mazzarino, che nel giro di breve tempo divenne de facto primo ministro del re.
Luigi XIII morì il 14 maggio 1643 dopo sei settimane di terribili coliche e vomito, a soli 41 anni, il giorno dell'anniversario dell'assassinio di suo padre Enrico IV (14 maggio 1610). I sintomi rilevati possono oggi essere identificati con la malattia di Crohn, anche se forse il tutto venne peggiorato dalle pratiche poco ortodosse (ma all'epoca ritenute necessarie e all'avanguardia) portate avanti dal suo medico personale, Charles Bouvard, il quale lo sottopose a 34 salassi, 1200 clisteri e 250 epurazioni. Il suo corpo venne portato alla basilica di Saint-Denis, senza alcuna cerimonia secondo la sua volontà, intenzionato a non gravare con la sua morte sul popolo con spese eccessive e per lui non necessarie. Prima di morire, Luigi XIII dispose di limitare fortemente le prerogative di sua moglie come futura reggente per il figlio Luigi.

## Discendenza
Il re Luigi XIII e la regina Anna d'Asburgo ebbero due figli:
1. Luigi XIV, detto il Re Sole, (5 settembre 1638 - 1º settembre 1715)
2. Filippo I d'Orléans (21 settembre 1640 - 9 giugno 1701)

## Luigi XIII: un re debole che fu in grado di restaurare l'autorità del sovrano

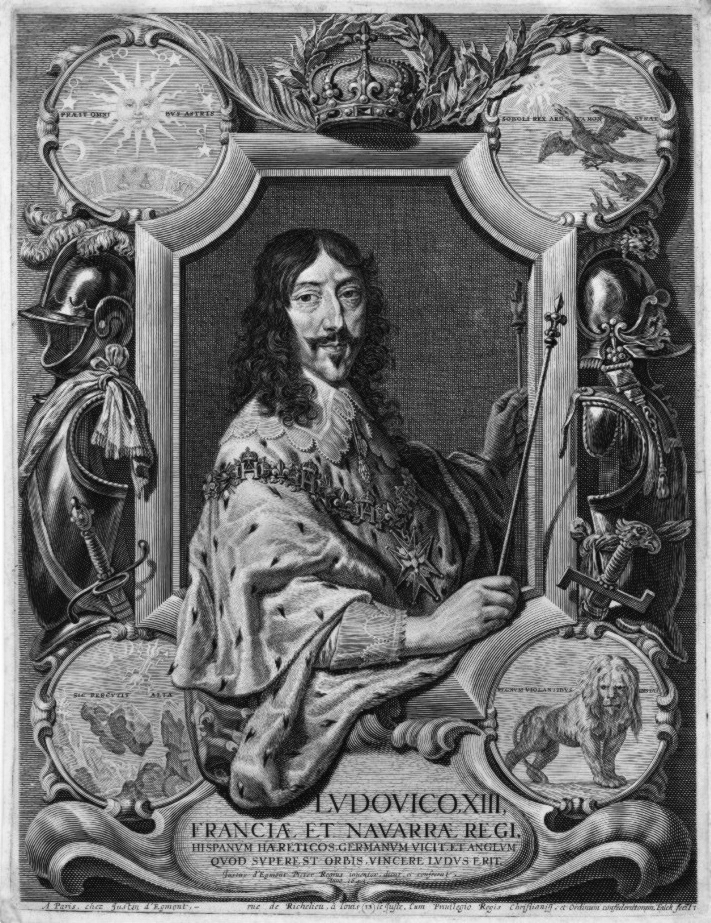
Luigi XIII in una litografia celebrativa

Come risultato dell'opera di Richelieu e della sua raison d'Etat, Luigi XIII diventò uno dei primi esempi europei di monarca assoluto. Sotto Luigi XIII gli Asburgo furono costretti alla difensiva, fu costruita una potente flotta, la nobiltà francese fu fermamente tenuta sotto l'autorità del re e i privilegi speciali garantiti dal padre agli Ugonotti furono decisamente ridotti. Furono compiute numerose opere, fra le quali la modernizzazione del porto di Le Havre. Il re fece anche tutto il possibile per cambiare la tendenza dei promettenti artisti francesi a studiare e a lavorare in Italia. Luigi commissionò ai grandi artisti Nicolas Poussin e Philippe de Champaigne la decorazione del Palazzo del Lussemburgo.
Nel 1629 fu varato il Codice Michau e nel 1635 Luigi, su ispirazione del Richelieu, creò l'Accademia di Francia. In politica coloniale Luigi XIII organizzò lo sviluppo e l'amministrazione della Nuova Francia, espanse gli insediamenti del Québec occidentale lungo il fiume San Lorenzo dalla città di Québec a Montréal, in Africa e nelle Antille.
Nel 1640 intervenne in Catalogna con l'esercito, il cui sostegno fu sollecitato dai promotori della rivolta esplosavi contro il regno di Spagna, il che portò all'annessione alla Francia della città di Perpignano (1642) e della regione del Rossiglione (1652).

### "Luigi il Giusto": un re religioso
Luigi XIII fu un sovrano molto pio e profondamente cattolico, grazie anche alla severa educazione voluta da sua madre in tal senso. Se si dimostrò tollerante nei confronti dei protestanti, sicuramente lo fece nel rispetto dell'opera di riconciliazione voluta da suo padre. Luigi XIII aborriva il peccato, che rappresentava un'ossessione per lui, al punto da spingerlo a ripudiare ogni superfluità della vita. Le difficoltà incontrate nel 1638, unite al suo temperamento pio, lo portarono a mettere la Francia sotto la protezione della Vergine Maria. Con il suo confessore personale, padre Nicolas Caussin, scrisse anche un libro di preghiere. Alle sue riunioni politiche il clero ebbe sempre parte molto attiva, ponendo obiezioni che condizionarono la sua diplomazia, le alleanze e i rivolgimenti politici.
Luigi XIII permise il ripristino della scuola dei gesuiti a Clermont e a Parigi, aprendola anche ai figli della borghesia. Personalmente aiutò anche Vincenzo de Paoli (che fu canonizzato dal papa Clemente XII il 16 giugno 1737), permettendogli di fondare una congregazione religiosa il cui scopo era quello di aiutare i più poveri. Completò il Pont Neuf, fece scavare il canale di Briare e creò il primo ufficio per il censimento dei disoccupati e dei disabili del regno. Tuttavia, tutto ciò fu reso possibile solo sotto il peso di una pesante tassazione.

### Luigi XIII: il re soldato

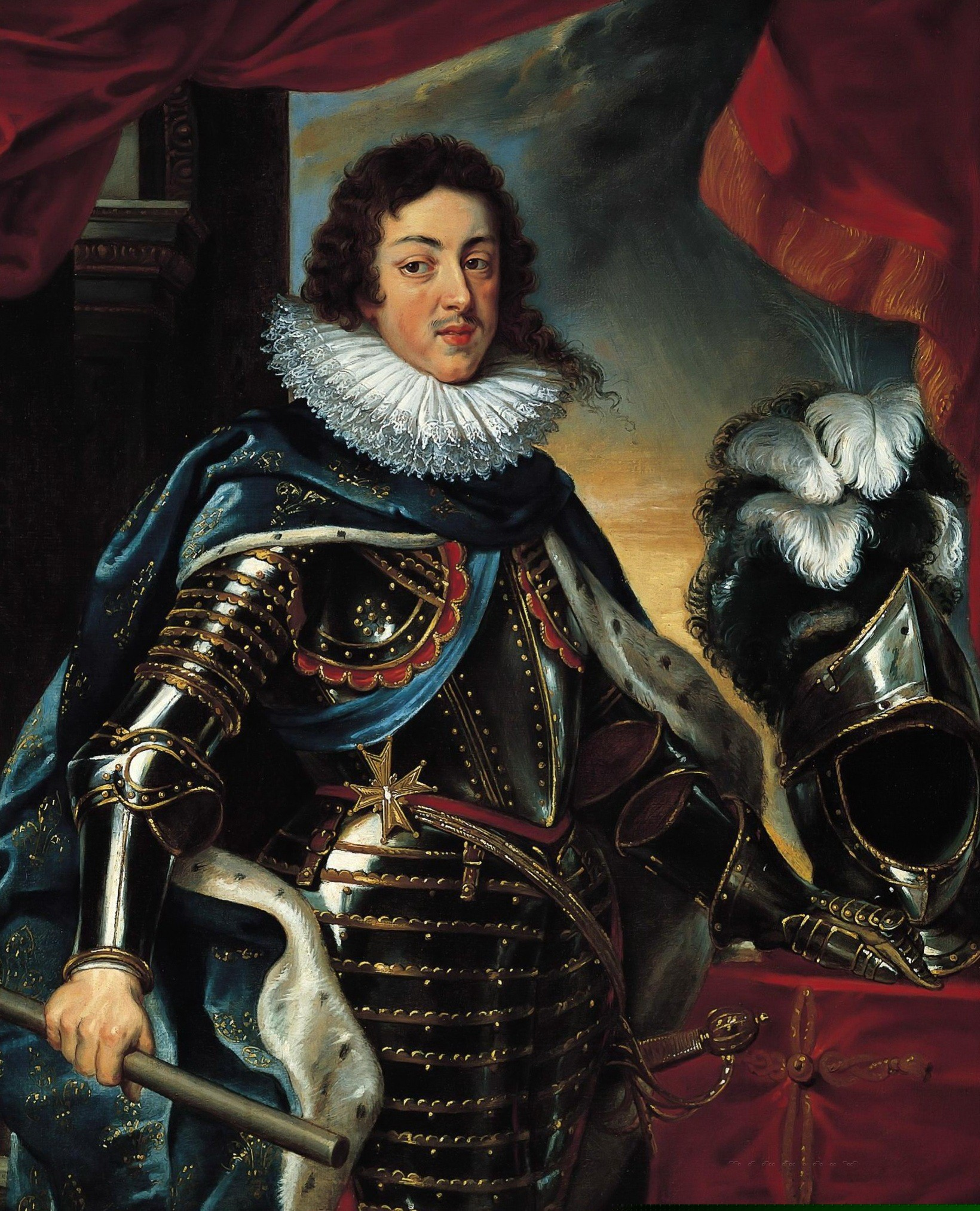
Il giovane Luigi XIII in armatura, dipinto di Peter Paul Rubens, Norton Simon Museum

Luigi XIII fu, come suo padre, un re-soldato. Da sempre appassionato di cavalli e di armi, fu un eccellente militare e si trovò spesso sul campo di battaglia, dove mostrò grande coraggio. In tempo di pace, la caccia era il suo passatempo preferito, non temendo di dormire anche sulla paglia quando le sue cacce lo portavano lontano dalla città. Scrisse articoli militari per la Gazette di Théophraste Renaudot. Anche se appassionato di disegno e danza, Louis XIII non fu un vero e proprio patrono delle arti e l'unica statua da lui fatta innalzare venne abbattuta durante la Rivoluzione francese. Egli fu a ogni modo protettore dei pittori Georges de La Tour e Nicolas Poussin e fu favorevole al supporto a diversi gruppi teatrali.
Durante il suo regno fece di tutto per mantenere l'unità dei suoi domini, lottando contro i protestanti e contro la Spagna, con l'uso della diplomazia ma più volentieri con quello della forza. Con le sue guerre espanse i confini della Francia con la conquista di Perpignano e del Rossiglione, sostenendo la Catalogna in rivolta contro la Spagna, così come fu rimarchevole il ruolo giocato in Savoia e in Piemonte, in particolare a Casale Monferrato. A nord annetté gran parte dell'Hainaut e condusse personalmente la presa di Arras. A est la Lorena venne completamente occupata dalle truppe francesi. Il re, infine, sovvenzionò le spedizioni di Champlain in Canada e promosse lo sviluppo della Nuova Francia come territorio coloniale. Luigi XIII affidò invece completamente a Richelieu la gestione della costituzione di una potente marina, che già nel 1642 poteva contare circa sessanta navi da guerra e venti galee, efficaci a sufficienza per potere agire contro la flotta spagnola sulle coste atlantiche e mediterranee.
Permise anche per la Francia la tratta degli schiavi dal 1642, con punti di sbarco e di commercio a Nantes, Bordeaux, Le Havre, Marsiglia, Brest, Lorient, La Rochelle e Saint-Tropez, pur attirandosi violente proteste, in particolare da parte degli ambienti cattolici.
A livello economico Luigi XIII istituì l'uso del luigi d'oro nel 1640, un nuovo sistema monetario che la Francia mantenne sino alla rivoluzione francese.

### Rapporto con le donne

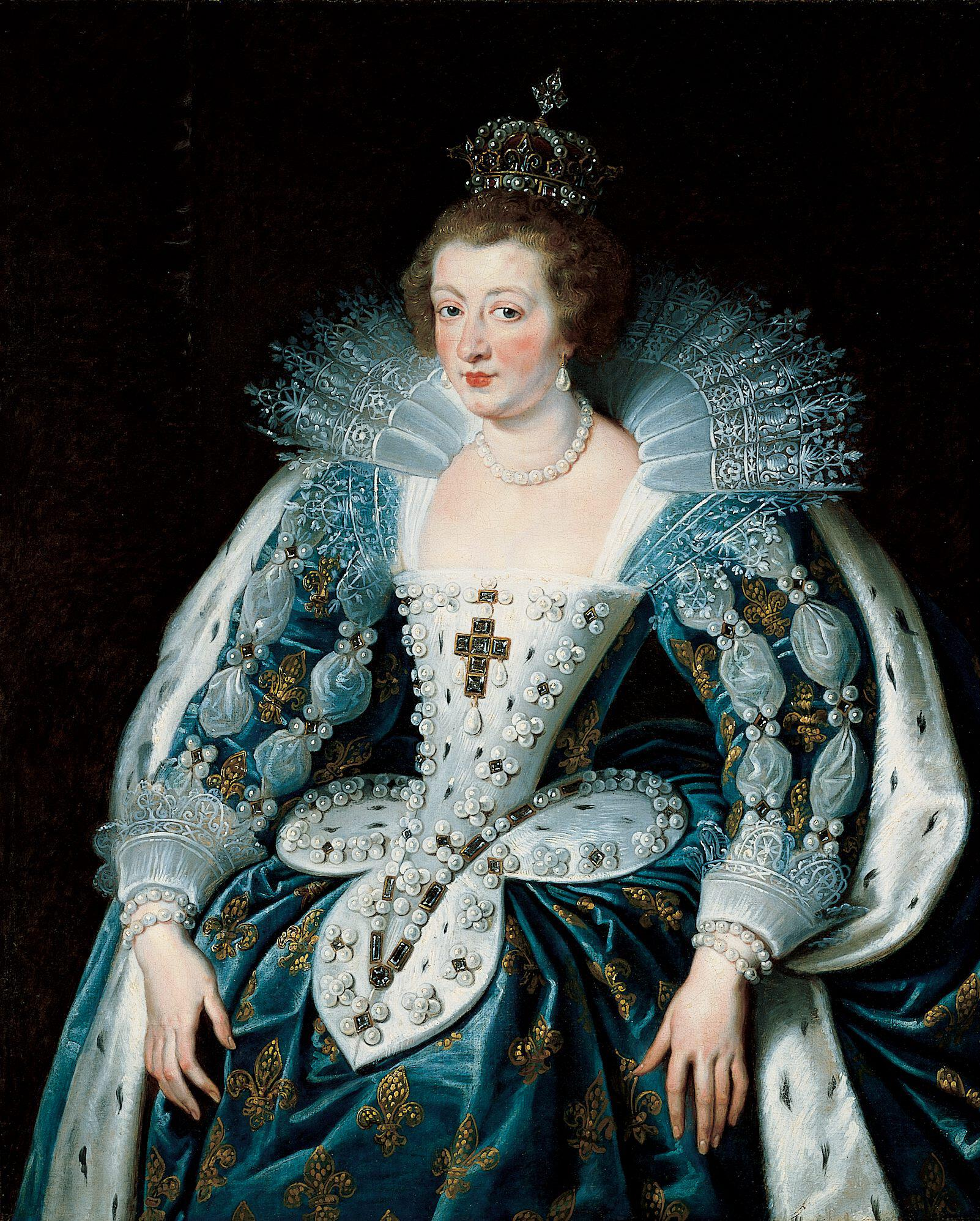
Anna d'Austria, regina di Francia, sposa di Luigi XIII, in un ritratto del 1625 di Peter Paul Rubens

Il matrimonio di Luigi XIII con Anna d'Austria ebbe fasi alterne; il giovane Luigi era "spaventato e vergognoso" (per usare le parole di Jean Héroard, suo protomedico) nei confronti della regina, a differenza di molti dei suoi predecessori che invece avevano apprezzato i piaceri dell'amore coniugale anche oltre misura. La sua giovane età (14 anni) può forse giustificare le sue apprensioni, tanto che il matrimonio non venne consumato se non nel 1619. Anche se alcuni storici in passato hanno voluto estremizzare il rapporto controverso tra i due, portando la consumazione del matrimonio tra Luigi XIII e Anna d'Austria al concepimento di Luigi XIV, questo non è vero, in quanto è risaputo anche da testimonianze d'epoca che la regina ebbe prima della nascita del primogenito altri tre aborti, di cui uno accidentale per una caduta dalle scale. Alcuni studiosi avevano addirittura messo in dubbio la paternità di Luigi XIII dei suoi figli, ma recenti studi sul DNA hanno potuto confermare che egli fu veramente il padre dei suoi figli.
Oltre alle ragioni già esposte, non bisogna dimenticare una certa diffidenza politica di Luigi XIII nei confronti della moglie per la sua provenienza spagnola e per l'appoggio che ovviamente sua madre tendeva a dare alla nuora.
Nella vita di Luigi XIII si conoscono i nomi di altre due sue amanti, con le quali però non ebbe figli: Marie de Hautefort e Louise de La Fayette.

### Amicizie del re
Luigi XIII fu legato da amicizia a diversi uomini, cui diede molta fiducia: il primo, che conobbe ancora da ragazzo, fu il duca di Luynes, l'amico più fidato e suo consigliere, più anziano di lui di ventitré anni, seguito poi da Jean Caylar d'Anduze de Saint-Bonnet, François de Baradas, Claude de Rouvroy de Saint-Simon e l'ultimo dei suoi favoriti (1632-1642), Enrico Coiffier de Ruzé, marchese di Cinq-Mars, figlio del maresciallo d'Erriat, che era stato il braccio destro di Richelieu. Luigi XIII sentiva una forte "inclinazione" verso Enrico di Cinq-Mars molto più giovane di lui, tant'è che nel novembre del 1639 lo nominò gran scudiero.
Luigi era appena uscito dalle delusioni arrecategli da Marie de Hautefort e da Louise de La Fayette, che lui disprezzava in quanto donne e perché manipolate dai suoi nemici. Cinq-Mars divenne così confidente del re e acquisì tanto potere da essere chiamato "Monsieur Le Grand" e tale rimase fino alla morte, quando venne giustiziato per cospirazione contro il re e perché sospettato di rapporti con il nemico spagnolo.
Tutti questi uomini condividevano con il re il gusto per la caccia e lo dimostra la concessione a costoro di incarichi di corte a essa legati, come quello di Maestro delle Stalle (Barradas, Saint-Simon) o di Maestro delle Cacce (Luynes, Toiras). La loro elevazione nei ranghi della corte fu molto veloce, ma di solito ebbe breve durata, anche a causa del loro carattere e per l'effettivo disinteresse che essi dimostravano nei confronti del re come persona, tendendolo a considerare unicamente un centro di potere da cui trarre profitto personale.
L'attaccamento del re ai suoi preferiti ha spinto gli storici a mettere in discussione l'esatta natura di queste relazioni.
Lo storico Pierre Chevallier ha evidenziato tendenze omosessuali in Luigi XIII, citando a sostegno di questa tesi la testimonianza resa nel mese di ottobre del 1624 dall'ambasciatore Morosini di Venezia, che così definiva il ruolo del maresciallo Toiras: "Egli non è per gli affari di stato, ma per la caccia e per le particolari inclinazioni del re". Sempre a sostegno delle proprie tesi, Chevallier citava il diario di Jean Héroard, medico personale del re, in cui egli osservava le inclinazioni del giovane re, il quale spesso ordinava ai servi che lavoravano al suo servizio, al suo cocchiere, al suo valletto o al soldato che stava di guardia alla sua porta per tutta la notte di farsi prendere dapprima come prigioniero e poi di farsi trascinare a letto.
Non vi è tuttavia alcuna prova che tali rapporti andassero oltre al gioco o all'amicizia e sino alla consumazione della carne. L'unica fonte esistente in questo senso è lo scrittore Gédéon Tallemant des Réaux che, nelle sue Historiettes, racconta due storie relative al sovrano, ma è possibile che queste siano state d'ispirazione calunniosa, in quanto è risaputo che lo stesso Tallemant fu un editorialista del tutto ostile a Richelieu. A queste storie si è sempre opposta del resto la maggior parte degli storici, ponendo davanti a tutto le credenze cattoliche del monarca e il suo orrore per il peccato, in particolare se contro natura. Nel suo saggio, Pierre Chevallier ha dunque concluso: "È possibile che tra i sostenitori della castità assoluta del re e quelli che danno credito agli aneddoti riportati da Tallemant possa trovarsi un'interpretazione più sfumata". Da parte sua il terapeuta sessuale Fritz Klein ha identificato Luigi XIII come bisessuale.

### La passione per la musica
Luigi XIII fu sin da bambino un grande appassionato di musica e nel 1635 si sa che compose il Livret et les costumes du Ballet de la Merlaison ou Ballet de la chasse au merle per uno spettacolo da lui stesso danzato e recitato, tenutosi quell'anno a Chantilly il 17 marzo. Luigi XIII fu anche un ottimo suonatore di liuto, con il quale si dilettava a corte assieme ad altri appassionati musicisti come lui.

## Luigi XIII nella letteratura
Luigi XIII, sua moglie Anna e il cardinale Richelieu sono i personaggi centrali nel romanzo di Alexandre Dumas, I tre moschettieri.
A Luigi XIII e a sua madre, Giambattista Marino dedicò il suo L'Adone (1620), composto nel suo periodo parigino proprio in un soggiorno alla corte di Maria de' Medici e di suo figlio.

## Ascendenza
|                            |                     |                                | Genitori                         |  |  | Nonni |  |  | Bisnonni                    |  |  | Trisnonni                    |  |
|                            |                     |                                |                                  |  |  |       |  |  | Carlo IV di Borbone-Vendôme |  |  | Francesco di Borbone-Vendôme |  |
|                            |                     |                                |                                  |  |  |       |  |  | Carlo IV di Borbone-Vendôme |  |  | Francesco di Borbone-Vendôme |  |
|                            |                     | Maria di Lussemburgo-Saint-Pol |                                  |  |  |       |  |  | Carlo IV di Borbone-Vendôme |  |  |                              |  |
| Antonio di Borbone-Vendôme |                     |                                |                                  |  |  |       |  |  | Carlo IV di Borbone-Vendôme |  |  |                              |  |
|                            |                     | Francesca d'Alençon            | Renato di Valois                 |  |  |       |  |  |                             |  |  |                              |  |
|                            |                     | Francesca d'Alençon            | Renato di Valois                 |  |  |       |  |  |                             |  |  |                              |  |
|                            |                     | Francesca d'Alençon            | Margherita di Lorena             |  |  |       |  |  |                             |  |  |                              |  |
| Enrico IV di Francia       |                     | Francesca d'Alençon            |                                  |  |  |       |  |  |                             |  |  |                              |  |
|                            |                     | Enrico II di Navarra           | Giovanni III di Navarra          |  |  |       |  |  |                             |  |  |                              |  |
|                            |                     | Enrico II di Navarra           | Giovanni III di Navarra          |  |  |       |  |  |                             |  |  |                              |  |
|                            |                     | Enrico II di Navarra           | Caterina di Navarra              |  |  |       |  |  |                             |  |  |                              |  |
| Giovanna III di Navarra    |                     | Enrico II di Navarra           |                                  |  |  |       |  |  |                             |  |  |                              |  |
|                            |                     | Margherita d'Angoulême         | Carlo di Valois-Angoulême        |  |  |       |  |  |                             |  |  |                              |  |
|                            |                     | Margherita d'Angoulême         | Carlo di Valois-Angoulême        |  |  |       |  |  |                             |  |  |                              |  |
|                            |                     | Margherita d'Angoulême         | Luisa di Savoia                  |  |  |       |  |  |                             |  |  |                              |  |
| Luigi XIII di Francia      |                     | Margherita d'Angoulême         |                                  |  |  |       |  |  |                             |  |  |                              |  |
|                            | Cosimo I de' Medici | Giovanni dalle Bande Nere      |                                  |  |  |       |  |  |                             |  |  |                              |  |
|                            | Cosimo I de' Medici | Giovanni dalle Bande Nere      |                                  |  |  |       |  |  |                             |  |  |                              |  |
|                            | Cosimo I de' Medici | Maria Salviati                 |                                  |  |  |       |  |  |                             |  |  |                              |  |
| Francesco I de' Medici     | Cosimo I de' Medici |                                |                                  |  |  |       |  |  |                             |  |  |                              |  |
|                            |                     | Eleonora di Toledo             | Pedro Álvarez de Toledo y Zúñiga |  |  |       |  |  |                             |  |  |                              |  |
|                            |                     | Eleonora di Toledo             | Pedro Álvarez de Toledo y Zúñiga |  |  |       |  |  |                             |  |  |                              |  |
|                            |                     | Eleonora di Toledo             | María Osorio y Pimentel          |  |  |       |  |  |                             |  |  |                              |  |
| Maria de' Medici           |                     | Eleonora di Toledo             |                                  |  |  |       |  |  |                             |  |  |                              |  |
|                            |                     | Ferdinando I d'Asburgo         | Filippo I di Castiglia           |  |  |       |  |  |                             |  |  |                              |  |
|                            |                     | Ferdinando I d'Asburgo         | Filippo I di Castiglia           |  |  |       |  |  |                             |  |  |                              |  |
|                            |                     | Ferdinando I d'Asburgo         | Giovanna di Castiglia            |  |  |       |  |  |                             |  |  |                              |  |
| Giovanna d'Austria         |                     | Ferdinando I d'Asburgo         |                                  |  |  |       |  |  |                             |  |  |                              |  |
|                            |                     | Anna Jagellone                 | Ladislao II di Boemia            |  |  |       |  |  |                             |  |  |                              |  |
|                            |                     | Anna Jagellone                 | Ladislao II di Boemia            |  |  |       |  |  |                             |  |  |                              |  |
|                            |                     | Anna Jagellone                 | Anna di Foix-Candale             |  |  |       |  |  |                             |  |  |                              |  |
|                            |                     | Anna Jagellone                 |                                  |  |  |       |  |  |                             |  |  |                              |  |